# Électrode de verre

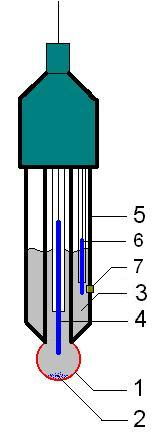
Schéma d'une électrode de verre.

Mise au point en 1909 par Fritz Haber, l'électrode de verre est le type le plus courant d'électrode de mesure. Elle est principalement utilisée en pH-métrie.
Son principe de fonctionnement repose sur la différence de concentration en ions oxonium (H3O+) existant de part et d'autre d'une membrane de verre très fine (environ 0,1 mm), ce qui produit un potentiel électrique, appelé potentiel de membrane. Celui-ci est proportionnel au pH de la solution aqueuse dans laquelle l'électrode est plongée.

## Membrane de verre
Dans la membrane de verre il y a un échange entre les ions sodium, Na+, appartenant à la surface de verre hydratée et les ions hydronium (protons hydratés, H3O+) provenant de la solution dont on veut mesurer le pH.
≡S–Na + H+ ↔  ≡S–H   + Na+
Ou S représente ici la surface hydratée du verre. Si l'on tient compte de la chimie de la surface du verre recouverte de groupements silanols (≡Si–OH), la réaction d'échange peut se réécrire comme suit:
≡Si–O–Na + H+ ↔  ≡Si–O–H   + Na+
Cet échange ionique est donc également lié à la dissociation, ou à l'hydrolyse, des groupements silanols présents à la surface de la silice hydratée: 
≡Si–O− + H+ ↔  ≡Si–OH  
En plus des groupements silanols existants à la surface du verre, des groupements aluminols (>Al–OH) peuvent aussi y être présents en fonction de la composition chimique du verre. Ils sont eux-aussi susceptibles de se dissocier et de libérer, ou au contraire d'accepter, des protons (ions hydronium). La réaction d'échange de protons avec la surface de la membrane de verre fait donc intervenir plusieurs processus distincts et relativement complexes. 
Il s'établit une différence de potentiel entre la face interne de la membrane de verre et sa face externe en contact direct avec la solution à étudier, différence de potentiel ΔE qui vaut, à 298 K (25 °C):
ΔE = 0,059 (pH interne – pH externe) (voir équation de Nernst)
Le pH interne est constant.
Le potentiel E" produit par l'électrode de verre est alors égal à :
E" = E' électrode interne de référence + 0,059 pH interne – 0,059 pH externe.
E" = Constante – 0,059 pH externe
E" est une fonction affine du pH externe, c'est-à-dire du pH de la solution à étudier.
La différence de potentiel (ΔE) avec une électrode de référence permet de déterminer le pH à une constante près, d'où la nécessité d'étalonner le système.
Les mesures de pH de solutions aqueuses à l'aide d'une électrode de verre nécessitent donc au préalable une procédure de calibrage avec des solutions étalons de pH connus.

## Conservation du pH interne
Le principe de fonctionnement de l'électrode de référence (argent métallique / chlorure d'argent / acide chlorhydrique 0,1 mol L−1), en notation compacte (Ag / AgCl / HCl 0,1 M), est semblable à celui de l'électrode au calomel saturée (ECS) en chlorure de potassium (KCl).
L'équation de Nernst permet de calculer le potentiel E de cette électrode de référence, en considérant que le potentiel standard du couple redox Ag+/Ag vaut 0,80 volt à 298 K (25 °C) par rapport à l'électrode normale à hydrogène (ENH) :
E = 0,80 + 0,059 log [Ag+]
En considérant le produit de solubilité (Ks) du chlorure d'argent (AgCl) :

Ks = [Ag+] × [Cl−]
Ks = 1,77 × 10−10 à 298 K (25 °C).
L'équation devient :

E = 0,80 + 0,059 log Ks – 0,059 log [Cl−]
E = 0,284 volt à 298 K (25 °C).
Comme la concentration [Cl−] est constante et égale ici à 0,1 mol L−1, E est également constant et vaut 0,284 volt dans le cas présent : c'est donc bien une électrode interne de "référence".

## Limites de l'électrode de verre

### Erreur alcaline
À pH élevé, la très faible activité chimique des ions H+ permet aux autres cations de la solution, considérés jusqu'ici comme spectateurs, de participer aux échanges d'ions à la surface de la membrane de verre, faussant ainsi la valeur du potentiel entre l'intérieur et l'extérieur de l'électrode, et donc la mesure du pH.
C'est vrai pour Na+, souvent présent lorsqu'on travaille avec de l'hydroxyde de sodium (NaOH), et dont l'activité ne peut plus être négligée à partir de pH ~ 12. Attention également à la présence d'ions Li+ dont les dimensions sont plus proches de celles de H+ et qui en fait un ion particulièrement perturbateur.
En outre, la solubilité du verre, comme celle de la silice, augmentant de façon quasiment exponentielle en conditions alcalines et hyper-alcalines (8 < pH < 14), la surface de l'électrode de verre et le gel de silice hydratée qui la recouvre se dissolvent à haut pH, ce qui perturbe les mesures.

### Erreur acide
En dessous de pH = 0,5 on constate que la valeur de la mesure est trop élevée. L'origine de cette erreur, qui n'est pas facilement reproductible, est encore mal cernée[réf. nécessaire].

## Préservation de la membrane de verre

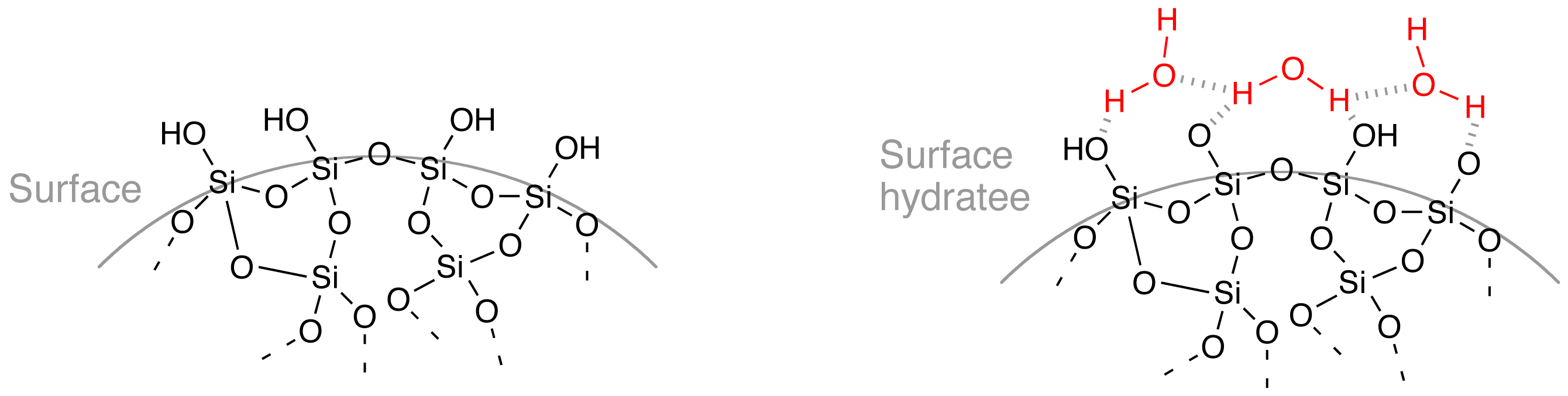
Surface de la membrane en verre de silice anhydre et hydratée.

Il faut prendre garde de ne pas plonger une électrode de verre dans la soude concentrée (NaOH), car sa surface se dissoudrait rapidement et elle pourrait être irrémédiablement endommagée.
L'électrode se conserve de préférence dans une solution saline de composition identique à celle contenue dans l'électrode de référence, par exemple du KCl 3 M, pour préserver l'état d'hydratation de la surface de verre tout en évitant de perdre des ions K+ et Cl– de l'électrode de référence par diffusion à travers le filtre poreux de jonction avec la solution externe. Un bouchon en plastique hermétique correctement ajusté au bout de l'électrode et rempli d'une solution isotonique de KCl (souvent KCl 3 M) a également l'avantage de ne pas perturber l'électrode de référence en cas d'électrode combinée pour la raison déjà mentionnée ci-dessus. En outre, il y a également lieu d'éviter l'évaporation de l'eau de cette solution de KCl afin de ne pas concentrer par inadvertance l'électrolyte de l'électrode de référence.